# La tribù del pallone - Uno stadio per la tribù
La tribù del pallone - Uno stadio per la tribù (Die Wilden Kerle 2) è un film del 2005 diretto da Joachim Masannek, autore in prima persona dei libri dai quali è stato tratto e secondo adattamento cinematografico di questi ultimi. 
In Germania il film è uscito nel 2005, mentre in Italia è andato in onda su Sky Cinema 1 il 14 luglio 2009.

## Trama
La tribù degli Scatenati deve apportare delle modifiche al proprio campetto, la "Bolgia Infernale", così come deliberato dalle direttive UEFA al fine di affrontare la squadra nazionale in una partita; tuttavia i ragazzi non hanno i soldi necessari e così li chiedono in prestito al padre di Maxi, direttore della banca cittadina, convincendolo.
Gli Scatenati, felici per il prestito ottenuto, sono però turbati dall'arrivo di Gonzo Gonzales, un ragazzo soprannominato "il vampiro pallido" e capo di una banda di skater, i "Berretti fiammeggianti", che si proclama alleato della strega Staraja Riba, personaggio di una popolare fiaba per bambini da lui ritenuta reale. Vanessa si innamora di Gonzo e, irritata dal comportamento infantile dei compagni, lascia gli Scatenati.
I ragazzi provano in molti modi a farla tornare da loro, e infine una lettera d'amore da parte di Leo, che finalmente inizia a essere consapevole dei sentimenti che prova per la ragazza, le fa cambiare idea. Vanessa torna dunque nella squadra e aiuta gli altri a vincere la partita contro la SV 1906, durante la quale i ragazzi sono costretti a giocare in mutande in quanto Gonzo ha rubato loro le divise.
Al ritorno dalla partita gli Scatenati scoprono che i Berretti fiammeggianti hanno occupato il loro stadio e fanno di tutto per cacciarli. Una volta riusciti, Leo e Vanessa si baciano.
Infine la squadra fronteggia la nazionale giovanile di calcio, anche se l'esito di questa partita resta incerto.

## Film della saga
- La tribù del pallone - Sfida agli invincibili
- La tribù del pallone - Uno stadio per la tribù
- La tribù del pallone - Tutti per uno
- La tribù del pallone - Alla conquista della coppa
- La tribù del pallone - L'ultimo goal
- La tribù del pallone - La leggenda vive